# Woryny
Woryny (deutsch Worienen) ist ein Ort in der polnischen Woiwodschaft Ermland-Masuren. Er gehört zur Gmina Górowo Iławeckie (Landgemeinde Landsberg (Ostpreußen)) im Powiat Bartoszycki (Kreis Bartenstein (Ostpr.)).

## Geographische Lage
Woryny liegt in der nördlichen Mitte der Woiwodschaft Ermland-Masuren, zehn Kilometer südwestlich der früheren und heute auf russischem Hoheitsgebiet gelegenen Kreisstadt Preußisch Eylau (russisch Bagrationowsk) bzw. 17 Kilometer nordwestlich der heutigen Kreismetropole Bartoszyce (deutsch Bartenstein).

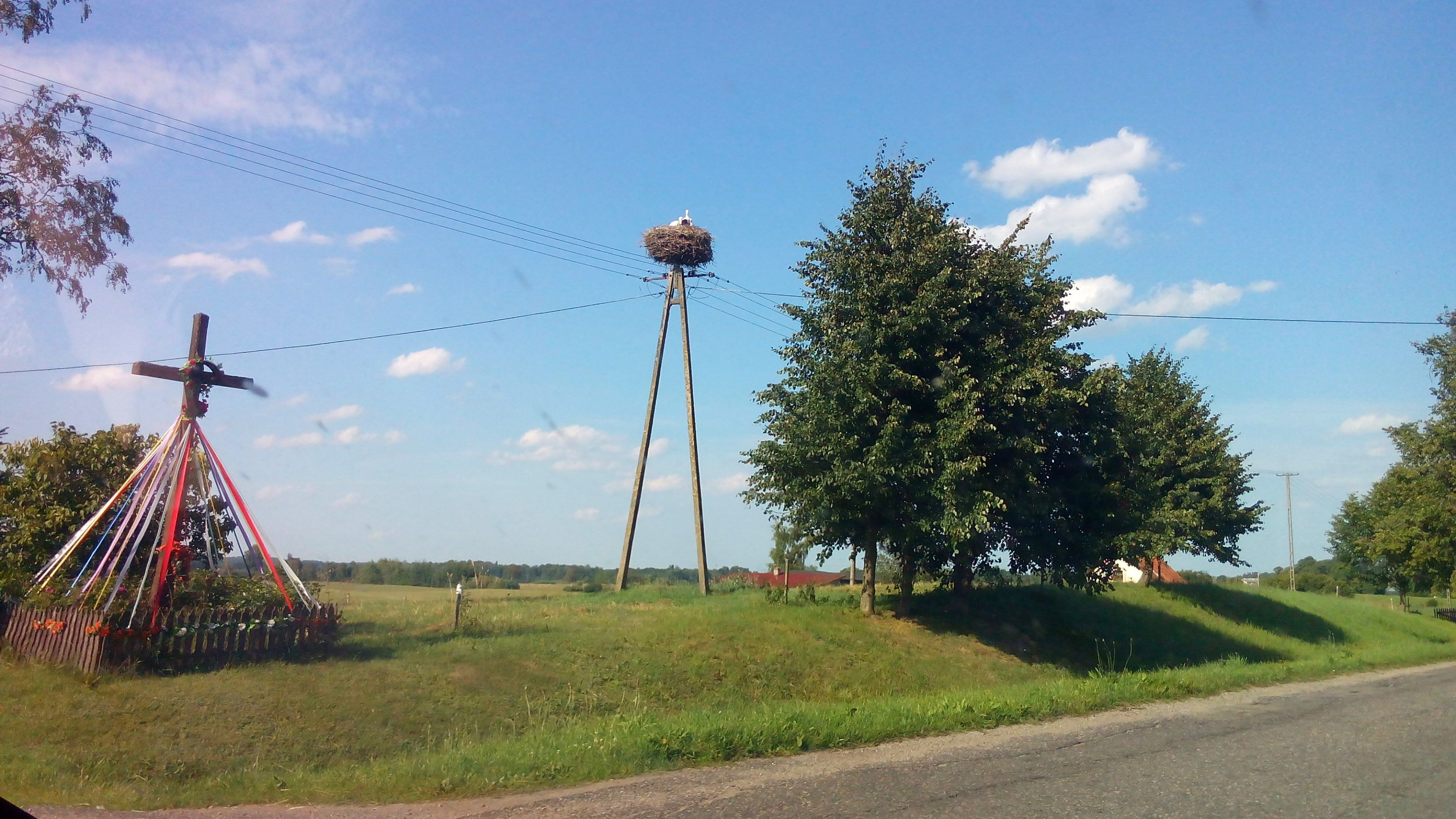
Wegekreuz mit Storchennest in Woryny

## Geschichte

### Ortsgeschichte
1251 wurde das damalige Wore erstmals urkundlich erwähnt und dann Woria und bereits in der Zeit vor 1785 Worienen genannt. 800 Meter östlich des Dorfes stand ein Sägewerk, das dem Ort überregionale Bedeutung verschaffte. Das Gut Worienen war von 1763 bis 1833 im Besitz der Familie von Domhardt, danach stand es bis 1841 unter der Leitung des Rittmeisters von Kositzki sowie dann bis 1866 im Eigentum der Familie Gützlaff.
Am 7. Mai 1874 wurde Worienen Amtsdorf und damit namensgebend für einen Amtsbezirk im Kreis Preußisch Eylau im Regierungsbezirk Königsberg der preußischen Provinz Ostpreußen mit anfangs elf zugehörigen Orten. Am 24. Juli 1874 wurde aus einem Teil des Gutsbezirks Worienen der Gutsbezirk Müggen (polnisch Migi) herausgegliedert und verselbständigt.
Von 1866 bis 1876 gehörte das Gut Worienen dem Großunternehmer Bethel Henry Strousberg. Von ihm übernahm es die Berliner Disconto-Gesellschaft und veräußerte dies 1907 an den gleich in den Freiherrenstand geadelten Karl Friedrich Oskar von Gamp, nach seinem Hauptgut Karl von Gamp-Massaunen genannt. Gamp war in der Nähe von Worienen geboren worden, sein Vater Alexander war Gutsbesitzer, die Mutter hieß Eveline Müller. Amtsvorsteher für Gut Worienen mit Erbpachtgrundstück Stettinnenhof und weiteren Dörfern und Gütern der näheren Region war Gutsbesitzer Frommer zu Weskeim.
Am 30. März 1910 vergrößerte sich Worienen um den Nachbargutsbezirk Glomsienen (polnisch Głamsiny), der eingegliedert wurde. Im gleichen Jahr zählte Worienen 361 Einwohner.

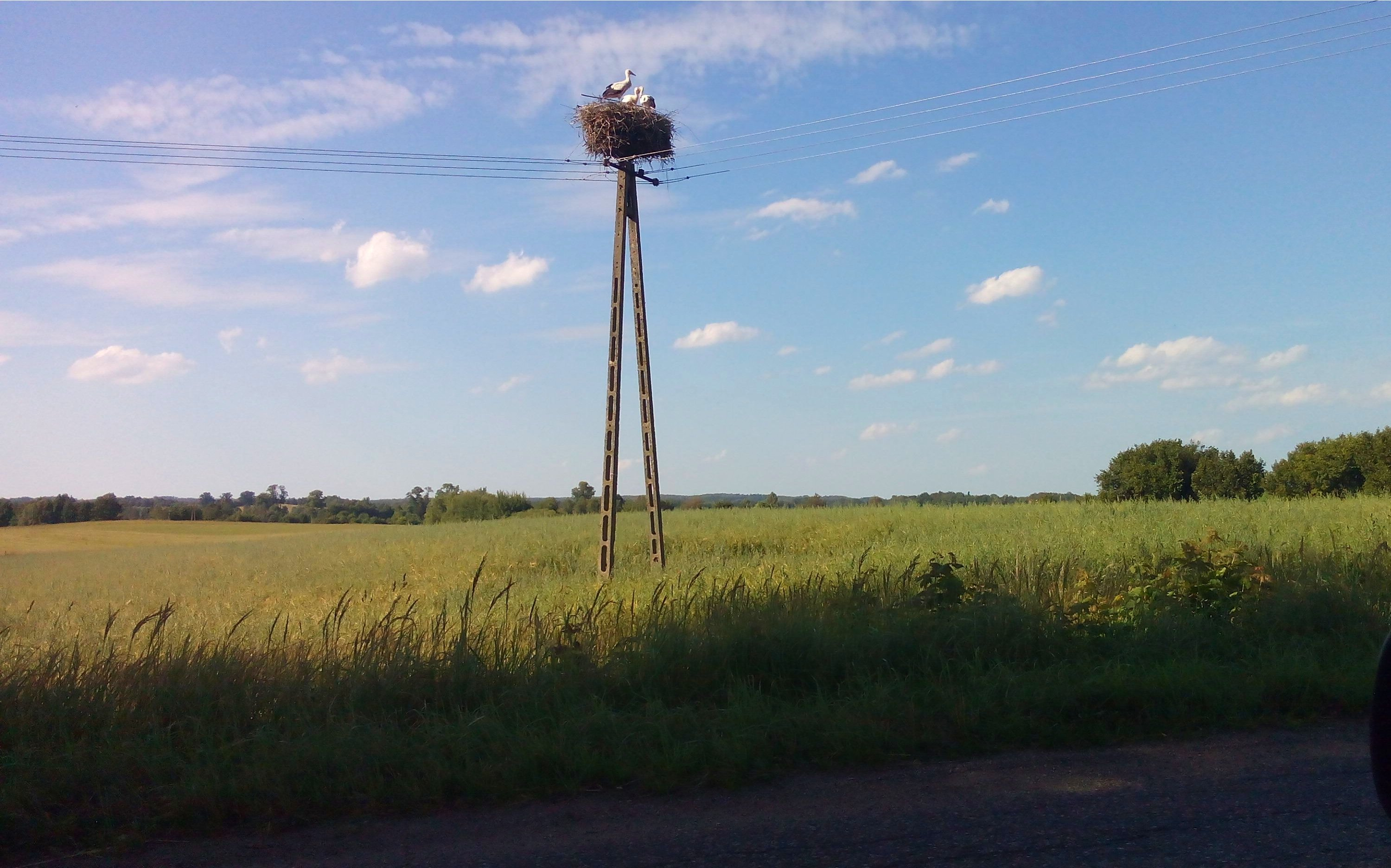
Storchennest an der Landstraße bei Woryny

Am 30. September 1928 kam es zum Zusammenschluss der beiden Gutsbezirke Worienen und Zipperken (polnisch Czyprki) zur neuen Landgemeinde Worienen. Die Zahlen der Einwohner der auf diese Weise formierten Gemeinde beliefen sich 1933 auf 702 und 1939 auf 712.
Wilhelm Diehn war der letzte Eigentümer auf Worienen. Er übernahm auch das Gut in Götschendorf in der Uckermark, Nordbrandenburg, das er bis 1943 bewirtschaftete. Danach wurde er Besitzer vom Schloss Meseberg bei Gransee in Brandenburg. Später zog er sich in ein neu erworbenes Eigentum am Bodensee zurück.
Als 1945 in Kriegsfolge das gesamte südliche Ostpreußen an Polen fiel, erhielt Worienen die polnische Namensform „Woryny“. Heute ist der Ort ein Teil der Landgemeinde Górowo Iławeckie (Landsberg (Ostpr.)) im Powiat Bartoszycki (Kreis Bartenstein (Ostpr.)), von 1975 bis 1998 der Woiwodschaft Olsztyn, seither der Woiwodschaft Ermland-Masuren zugehörig. Die Zahl der Einwohner Worynys belief sich im Jahre 2021 auf 227.

### Amtsbezirk Worienen (1874–1945)
Bei der Bildung des Amtsbezirks Worienen waren elf Orte zugehörig. Aufgrund struktureller Veränderungen waren es am Ende nur noch zwei:
| Deutscher Name     | Polnischer Name    | Anmerkungen                                               |
| ------------------ | ------------------ | --------------------------------------------------------- |
| Dixen              | Deksyty            | 1930 in den Amtsbezirk Eichhorn umgegliedert              |
| Eichhorn           | Wiewiórki          | 1930 in den Amtsbezirk Eichhorn umgegliedert              |
| Glomsienen         | Głamsiny           | 1910 nach Worienen eingegliedert                          |
| Kohsten            | Kosty              | 1928 nach Weischnuren im Amtsbezirk Reddenau eingemeindet |
| Müggen             | Migi               | 1928 nach Eichhorn eingemeindet                           |
| Neukrug            | Nowa Karczma       | 1928 nach Worglitten eingemeindet                         |
| Stettinnen         | Szczeciny          | 1928 nach Worglitten eingemeindet                         |
| Weskeim            | Weskajmy           | 1928 nach Dixen eingemeindet                              |
| Worglitten         | Wargielity         | 1930 in den Amtsbezirk Eichhorn umgegliedert              |
| Worienen           | Woryny             |                                                           |
| Zipperken          | Czyprki            | 1928 mit Worienen zusammengeschlossen                     |
| ab 1930: Neuendorf | Nowa Wieś Iławecka | 1930 aus dem Amtsbezirk Neuendorf umgegliedert            |

Im Januar 1945 wurde der Amtsbezirk Worienen lediglich noch aus den Gemeinden Neuendorf und Worienen gebildet.

## Religion

### Christentum
Bis 1945 war Worienen in die evangelische Kirche Eichhorn (polnisch Wiewiórki) in der Kirchenprovinz Ostpreußen der Kirche der Altpreußischen Union, außerdem in die römisch-katholische Kirche Landsberg (polnisch Górówo Iławeckie) im damaligen Bistum Ermland eingepfarrt.
Heute gehört Woryny katholischerseits zur Pfarrei in Wiewiórki im jetzigen Erzbistum Ermland, evangelischerseits zur Kirche in Bartoszyce (Bartenstein), einer Filialkirche der Johanneskirche in Kętrzyn (Rastenburg) in der Diözese Masuren der Evangelisch-Augsburgischen Kirche in Polen.

## Verkehr
Woryny liegt an einer Nebenstraße, die die Woiwodschaftsstraße 512 bei Piasek (Sand) mit der Woiwodschaftsstraße 511 (ehemalige deutsche Reichsstraße 134) bei Wojmiany (Woymanns) verbindet. Außerdem besteht eine Straßenverbindung vom Nachbarort Czyprki (Zipperken) nach Woryny.
Eine Anbindung an den Bahnverkehr besteht nicht.

## Persönlichkeiten

### Aus dem Ort gebürtig
- Alfred Gustav Friedrich von Domhardt (* 20. August 1792 auf Worienen), deutscher Gutsbesitzer († 1866)

### Mit dem Ort verbunden
- Georg Abel von Tettau (1618–1677), Obermarschall im Herzogtum Preußen, Gutsherr auf Worienen und hier gestorben und begraben
- Ludwig Friedrich von Domhardt (1744–1814), preußischer Beamter und Gutsbesitzer, Gutsherr auf Worienen